# 뭄무
뭄무(수메르어: 𒀭 𒌣)는 메소포타미아 신화에 등장하는 수증기와 안개의 여신이다.
바빌로니아의 창조 신화인 에누마 엘리시에서 민물의 신 압주와 바닷물의 신 티아마트의 신하로 등장한다. 신화 중간에는 모종의 이유로 에아에게 붙잡혀 압주와 함께 감옥에 갇힌다.
1. ↑  Knapp, Bettina Liebowitz (1997년 1월 1일). 《Women in Myth》 (영어). SUNY Press. ISBN 978-0-7914-3163-4.